# Камша, Вера Викторовна
Ве́ра Ви́кторовна Камша́ (5 ноября 1962, Львов, Украинская ССР) — русская писательница в стиле исторического фэнтези, журналистка.

## Биография
Окончила Львовский политехнический институт по специальности «инженер-нефтяник», после окончания вуза переехала в Ленинград.
В Ленинграде Вера Камша сначала работала помощником депутата Ленсовета, затем, в 1994 году занялась журналистикой. После знакомства с Ником Перумовым она обратилась к написанию романов в стиле исторического фэнтези. В 2001 году была опубликована дебютная книга Веры Камши: фэнтези-роман «Тёмная звезда», который вместе с романом «Несравненное право» (2001) составил первую дилогию «Хроник Арции». Позже в этот же цикл вошли дилогии «Кровь Заката», «Довод королей» (2002) и «Башня Ярости» (2003). Магический мир Упорядоченного в цикле «Хроники Арции», созданный писательницей, изначально возник под влиянием произведений Ника Перумова, однако довольно быстро начал жить отдельной жизнью.

### Хроники Арции
Цикл «Хроники Арции» состоит из трёх дилогий (последняя ещё не окончена), повествующих об истории вымышленного магического мира Тарры, населённого эльфами, людьми, гоблинами и рядом других фэнтезийных существ. Мир произведений изначально возник как литературная игра на поле «Гибели Богов» Ника Перумова, однако со временем зажил собственной жизнью.
Первая дилогия хроник («Тёмная звезда» и «Несравненное право») описывает так называемую «Войну Оленя» (2228—2231 гг. от В. И.), а вторая («Кровь Заката» и «Довод королей») — события 2850—2892 гг. и разразившуюся в Арции «Войну нарциссов». Третья и заключительная часть охватывает 2895—2897 гг. и рассказывает о событиях, непосредственно предшествующих предсказанному в конце «Несравненного права» Году Трех Звезд («Башня ярости») и о самом Годе («Дикий ветер»). Последняя книга хроник ещё не дописана, так как автор переключилась на написание своего второго цикла, «Отблески Этерны».
- «Тарра: Граница бури»
  - «Тёмная звезда» (2001)
  - «Несравненное право» (2001)
- «Кровь Заката» (2002)
- «Довод королей» (2002)
- «Башня ярости. Черные маки» (2003)
- «Башня ярости. Всходы ветра» (2003)
- «Дикий ветер» (не окончено)

### Отблески Этерны
Второй цикл писательницы, «Отблески Этерны», принадлежит к поджанру исторического фэнтези и состоит из пяти книг (последняя ещё не до конца опубликована) и сборника сопровождающих повестей "Яд минувшего" (ещё не издан).
- «Красное на красном» (2004)
- «От войны до войны» (2005)
- «Лик Победы» (2005)
- «Зимний излом»
  - «Зимний излом. Из глубин» (2006)
  - «Зимний излом. Яд минувшего» (в 2 томах, 2007)
- «Сердце зверя»
  - «Сердце зверя. Правда стали, ложь зеркал» (2008)
  - «Сердце зверя. Шар судеб» (2009)
  - «Сердце зверя. Синий взгляд смерти»
    - «Синий взгляд смерти. Закат» (2011)
    - «Синий взгляд смерти. Полночь» (2012)
    - «Синий взгляд смерти. Рассвет» (в 5 томах, 2017—2019)
- «Ветер и вечность»
  - «Ветер и вечность. Предвещает погоню» (2021)
  - «Ветер и вечность. Песня Четверых» (запланировано на 2025)
  - «Ветер и вечность. Солнце над башней»

К циклу так же примыкают повести «Пламя Этерны» (сборник Эксмо «Фэнтези-2004») и «Белая ель» (сборник Эксмо «Фэнтези-2006»).

### Отдельные книги, повести и рассказы
- «Время золота, время серебра». Серия: Фэнтези Ника Перумова. Антология. Издательство: Эксмо, 2005, 480 стр. ISBN 5-699-14463-3 В соавторстве с Элеонорой и Сергеем Раткевичами.
- «День Страха» — опубликован в одном из сборников Эксмо «Фэнтези-2003»
- «Crataegus Sanguinea» — опубликован в одном из сборников Эксмо «Фэнтези-2005», затем вошёл в сборник «Время золота, время серебра»
- «Данник Небельринга» — опубликован во 2-м выпуске сборника Эксмо «Фэнтези-2005»
- «Кесари и Боги» — Серия: Фэнтези Ника Перумова. Авторский сборник. Издательство: Эксмо, 2008 г. Твёрдый переплет, 480 стр. ISBN 978-5-699-25278-7.
- «Волчье поле», повесть в сборнике «Наше дело правое» (Эксмо), в соавторстве с Ником Перумовым, 2008 год.
- «Стурнийские мозаики», повесть в сборнике «Герои на все времена» (Эксмо), 2010 год.
- «Vive le basilic!», повесть в сборнике «От легенды до легенды» (Эксмо), 2011 год.
- «Млава Красная»[2], роман в соавторстве с Ником Перумовым, 2011 г. ISBN 978-5-699-54030-3.
- «Белые ночи Гекаты», повесть в сборнике «Исправленному верить» (Эксмо), 2012 год.
- «Всё, не считая призраков», рассказ в сборнике «Шпаги и шестерёни» (АСТ), 2015 год.
- «Треугольник ненависти», рассказ в сборнике «Бомбы и бумеранги» (АСТ), 2015 год.
- «Белые ночи Итаки», повесть в сборнике «Пришельцы. Земля завоёванная» (Изд-во «Э»), 2016 год.
- «Когда коты были босыми», повесть в сборнике «Богатыри не мы. Устареллы» (Изд-во «Э»), 2016 год.
- Камша В., Головачев В. 2019. Кесари и Боги. Техзона (книга-перевертыш). М: Т8 RUGRAM. ISBN 978-5-517-00655-4. (Вошли роман «Кесари и Боги», повесть «Данник Небельринга», рассказ «День страха».)
- Папсуев Р., Камша В., Андрущенко Т., Злотницкая А., Толоконникова Е. 2021. Новые сказки Старой Руси. Битва за Лукоморье. Книга 1. М.: Эксмо. 416 с. ISBN 978-5-04-118413-1.

### Переводы на другие языки

#### Польский
- Wiera Kamsza. Czerwień na czerwieni / Przekład: Eugeniusz Dębski, Ewa Dębska. Wrocław, 2006 ISBN 83-7384-513-5[3]
- Wiera Kamsza. Od wojny do wojny / Przekład: Eugeniusz Dębski. Wrocław, 2007 ISBN 978-83-7384-601-2

## Награды и премии
- Мир фантастики, Итоги 2005 // Лучший отечественный фэнтези-роман (Лик Победы)
- Мечи, 2008 // Меч Руматы (Зимний излом)
- РосКон, 2011 // Специальный приз оргкомитета «Роскона»

## Экранизации
Осенью 2020 года стало известно о начале съёмок сериала «Этерна» по мотивам цикла «Отблески Этерны». Сериал должен включать пять сезонов. Осенью 2020 года начались съёмки пилотного эпизода. Он получил название «Этерна: Часть первая» и вышел в онлайн-кинотеатре «Кинопоиск» 20 января 2022 года. Впоследствии после премьеры картина была кардинально переработана для показа в 2025 году.